# 안성준 (음악가)
안성준(安盛晙, 1969년 8월 3일~)은 대한민국의 음악가이자 작사가 겸 작곡가로, 음악 프로듀서 출신의 기업인이다. 《한국음악저작인격권협회》의 부이사장 직을 역임했다. 그는 1989년 언더그라운드 라이브 클럽에서 기타리스트로 처음 데뷔했고 이듬해 1990년에 피아니스트로 데뷔했다.

## 음악 활동
1990년대 초반 그룹 피아노 출신 작곡가로, [장성희,조대현]과 함께 그룹 "피아노"를 결성하여 2000년 8월까지 활동했고 2002년 5월까지 연예 기획사인 키스엔터테인먼트의 대표이사로 활동하였다. 샤크라, 슈가, 클릭비, 듀크, CAN, JNC, 진주 등의 앨범을 프로듀싱했으며, 약 100여곡의 대중가요와 재즈 음악 등을 작곡 하였다. 대표곡으로는 샤크라의 '난 너에게', 디바의 '지켜준다더니' 등이 있다. 음악 저작권 침해가 무분별하게 이루어져 전반적인 음반 시장이 어려울 당시 2004 저작권 침해 예방캠페인 "WE CAN DO"를 기획하면서 음악 저작권 보호 및 이용 활성화에 힘을 쓰기 시작하였다.

## 제작앨범
- 1994 피아노 1집 오렌지 향기 속으로
- 1995 피아노 2집 PIANO 2
- 1996 피아노 3집 Oh！My God
- 1997 안성준 1집 Be Born Again ...
- 1998 피아노 4집 Endless Love
- 2000  피아노 5집 Classic＆Jazz
- 2001  페니 1집 Penny`s First Album 작곡 및 프로듀싱
- 2001  슈가 1집 Tell Me Why 작곡 및 프로듀싱
- 2001  듀크 Duke Summer Special 작곡 및 프로듀싱
- 2001  진주 4집 Chance 작곡 및 프로듀싱
- 2001  LEO 1집 그대천천히 작곡 및 프로듀싱
- 2002  디바 6집 Luxury Diva 작곡 및 프로듀싱
- 2002  아담 2집 EXODUS 작곡 및 프로듀싱
- 2002  아프리카 OST 작곡 및 프로듀싱
- 2003  샤크라 4집 Tomato 작곡 및 프로듀싱
- 2004  인연(VA) Project Album 작곡 및 프로듀싱
- 2004  Kiss In The Rain 작곡 및 프로듀싱
- 2004  듀크 4집 포르노 그라피 작곡 및 프로듀싱
- 2004  피아노 6집 The First Kiss 작곡 및 프로듀싱
- 2005  캔 5집 My Way 작곡 및 프로듀싱
- 2005  JNC 1집 The New History Begins 작곡 및 프로듀싱
- 2005  정두언 2집 두바퀴로 가는 행복 작곡 및 프로듀싱
- 2006  클릭비 5집 Smile 작곡 및 프로듀싱
- 2006  정두언 3집 (Best Album) 작곡 및 프로듀싱

## 저작권 정책 연구
저작권자의 인격적인 보호와 문화 산업 진흥에 뜻이 있는 윤여준 前 환경부장관 및 여러설립위원과 함께 한국저작인격권협회를 설립하였다. 2009년 2대 이사장으로 국회의원 윤상현 한나라당 대변인이 취임하였고 현재 안성준은 부이사장으로 재직 중이며, 저작권 문화의 올바른 정착과 사용자의 저작물 이용편의를 위해 저작인격권과 퍼블리시티권에 관한 연구 및 정책사업에 힘쓰고 있다..

## 정당활동
2000년대 초반 기업인으로서 연예 기획자와 선거 기획자로 활동하였으며 2004년 한나라당 사무총장과 2005년 한나라당 정책위의장의 홍보자문을 맡으면서 정당인에 명부를 올렸다. 2005년, 한나라당 문화예술대책 특별위원회 위원장의 권유로 한나라당문화예술대책 특별위원회 위원으로 활동하였다. 위원시절 국회 정책토론회 '이동통신업체의 디지털 음원시장 진출에 따른 문제점' 을 기획하였다. 한편, 2007년 대선 당시 선거기획자로서 2007 한나라당 대선후보 선출을 위한 방송정책토론회(정책비젼대회)와 한나라당 대선경선후보  검증 청문회를 전국 생중계 연출하였다.

## 경력
- 1992 ~ 1999    KBS, MBC, SBS, CBS, PBC, BBS, TBS 라디오 음악칼럼니스트
- 1991 ~ 2000    뮤직 프로듀서, 작곡가
- 2001 ~ 2005    키스엔터테인먼트 대표이사
- 2001 ~ 2007    연예기획자(클릭비, 제이워크, 샤크라, 캔, 듀크, 김지현, 김현성, 정두언, 진주, RT)
- 2002 ~ 2007    한나라당 중앙당 및 선출직공무원후보  선거기획자 (홍보국, 정책국)
- 2004           한나라당 중앙당 사무총장 홍보자문(사무총장실)
- 2004           2004 저작권 침해 예방캠페인 WE CAN DO[깨진 링크(과거 내용 찾기)] 기획자
- 2005 ~ 2007    한나라당 문화예술대책 특별위원회 위원
- 2005           국회토론회 기획(이동통신업체의 디지털 음원시장 진출에 따른 문제점 6.30)
- 2005          정두언 - 클릭비 콘서트기획자              (국회 10.21)
- 2005           한나라당 중앙당 정책위의장 홍보자문(정책국)
- 2007           한나라당 대선후보 선출을 위한 방송정책토론회 기획자(5.29, 6.28 정책국)
- 2007           한나라당 대선경선후보 검증 청문회 기획자 (7.19)
- 2007           롭슨홀딩스 대표이사
- 2007           《한국음악저작인격권협회》 부이사장